# Gerrit Pressel
Gerrit Alexander Pressel (* 19. Juni 1990 in Hamburg) ist ein momentan vereinsloser deutscher Fußballspieler. 

## Karriere
Pressel kam vom Bramfelder SV in die Jugend des Hamburger SV. Ab Januar 2009 war der 1,80 Meter große Abwehrspieler in der Fußball-Regionalliga für die zweite Mannschaft des HSV aktiv. Im Dezember 2010 stand er aufgrund von Verletzungssorgen im Bundesligakader des HSV, kam jedoch in der höchsten Spielklasse nicht zum Einsatz.
Zum 1. Februar 2011 wechselte Pressel auf Leihbasis bis zum Ende der Saison in die Niederlande. Hier gab er am 6. Februar 2011 sein Debüt. Bei der 1:7-Niederlage in Groningen musste er – nachdem bereits der Groninger Andreas Granqvist und der Tilburger Arjan Swinkels die Rote Karte gesehen hatten – wegen einer Gelb-Roten Karte beim Stand von 1:4 als dritter Spieler vorzeitig das Spielfeld verlassen. Bis Saisonschluss kam er sechsmal in der Eredivisie zum Einsatz; Willem II stieg in die Eerste Divisie ab.
Nachdem er beim HSV in der Saison 2011/12 weiterhin nur in der zweiten Mannschaft eingesetzt worden war, wechselte Pressel im Sommer 2012 zu Holstein Kiel. Mit dem Regionalligisten gewann er die beiden Relegationsspiele gegen Hessen Kassel und stieg in die 3. Liga auf. Dort kam Pressel jedoch nur in zwei weiteren Ligapartien zum Einsatz, ansonsten spielte er für Kiels Reservemannschaft in der Oberliga Schleswig-Holstein.
Die Saison 2015/16 verbrachte er dann beim Eintracht Norderstedt in der Regionalliga Nord, wo er in 19 Ligaspielen neun Treffer erzielen konnte. Außderdem gewann er dort den Hamburger Landespokal. Zwischen 2016 und 2023 war Pressel dann in der Oberliga Hamburg für die Vereine SC Poppenbüttel, FC Teutonia 05 Ottensen sowie SC Victoria Hamburg aktiv. Seit dem 1. Juli 2023 ist der Mittelfeldspieler vereinslos.

## Erfolge
- Hamburger Landespokal-Sieger: 2016